# Wama
Wama é um distrito da província de Nurestan, no Afeganistão.